# ТЕЦ Туапсинського НПЗ
44°6′21″ пн. ш. 39°6′0″ сх. д. / 44.10583° пн. ш. 39.10000° сх. д.
ТЕЦ Туапсинського НПЗ — теплова електростанція у Краснодарському краї Росії, яка належить до комплексу нафтопереробного заводу.
У певний момент майданчик Туапсинського НПЗ доповнили власною теплоелектроцентраллю. Зокрема, відомо що тут працювала виготовлена у 1952 році парова турбіна типу АР-6-11.
У другій половині 1980-х розпочали докорінну модернізацію енергетичного господарства НПЗ. В 1987-му тут встановили розраховані на споживання мазуту котли типу ГМ-50-1 продуктивністю 50 тонн пари на годину. Від них, зокрема, живились три теплофікаційні парові турбіни виробництва Калузького турбінного заводу потужністю по 6 МВт — № 1 типу П-6-3,4/1,0-1; № 2 типу П-6-35/5М із генератором типу Т 6-2 (виготовлена у 1993-му) та № 3 типу П-6-3,4/1,0-1 із генератором Лисьвенського заводу «Електроважмаш-Привод» типу Т-6-2УЗ (виготовлена у 2003-му).
Наприкінці 2000-х в межах проекту великої модернізації НПЗ зі збільшенням його потужності в кілька разів вирішили спорудити нову ТЕЦ, яка б не лише покривала потреби заводу, але й могла постачати значні обсяги електроенергії зовнішнім споживачам, що було актуальним у зв'язку із підготовкою до проведення Олімпіади у Сочі. Першу чергу ТЕЦ запроектували із трьома газовими турбінами Siemens SGT-800 потужністю по 46 МВт, встановлені за якими котли-утилізатори Таганрозького котельного заводу (виготовлені по ліцензії компанії Nooter/Eriksen) продуктивністю по 65 тонн пари на годину мають виробляти теплову енергію для потреб НПЗ, а також з двома паровими котлами Подольського котельного заводу продуктивністю по 50 тонн пари на годину. Друга черга повинна була мати по три такі ж турбіни та котла-утилізатора і одну парову турбіну із протитиском від Калузького турбінного заводу потужністю 12 МВт, яка б використовувала частину виробленої пари.
В 2013-му стала до ладу перша черга потужністю 138 МВт. Після цього демонтували старі парові турбіни та мазутні котли і почали зведення другої черги, запуск якої первісно планували на 2016 рік. Ще у 2012 році Siemens забезпечив поставку трьох турбін другої черги (для першої це відбулось двома роками раніше), які станом на 2019 рік вже перебували на етапі готовності до пусконалагоджувальних робіт. Втім, через певні обставини запуск другої черги відкладався і станом на початок 2021 року вона так і не запрацювала.
Як паливо ТЕЦ використовує природний газ, постачений по офшорному трубопроводу Джубга – Сочі.